# TSSショートムービーフェスティバル
TSSショートムービーフェスティバルは、短編映画を対象とした日本の映画祭。テレビ新広島主催、桝井省志が審査員を務める。主な出身監督としては大森研一がいる。2013年の第10回をもって終了。

## グランプリ受賞作品
- 2004年：『春を想ふ』葛西勇也
- 2005年：『Turquoise Blue Honeymoon』栗栖直也
- 2006年：『酔いどれバトン』大森研一
- 2007年：『サクラ、アンブレラ』古新舜
- 2008年：『Jump High\』大野大樹
- 2009年：『ソロデビュー』林春野
- 2010年：『自転車泥棒 part.3』佐藤亮
- 2011年：『壁女』原田裕司
- 2012年：『WAKINGUP』岡村裕太
- 2013年：『ヌードバッター鉄雄』谷口崇

## 出身監督
- 2006年度グランプリ監督：大森研一
  - 『ポプラの秋』（2015）
  - 『瀬戸内海賊物語』（2014）
  - 『恐怖新聞』（2011）
  - 『ライトノベルの楽しい書き方』（2010）